# Karim Jallow
Karim Jallow (Múnich, 13 de abril de 1997) es un jugador alemán de baloncesto. Mide 1,98 metros de altura y ocupa la posición de escolta. Pertenece a la plantilla del Ratiopharm Ulm de la BBL alemana.

## Carrera
Es un baloncestista formado en la cantera del Bayern Múnich e internacional en las categorías inferiores con la selección de baloncesto de Alemania.
En la temporada 2014-2015 estuvo en el equipo de la Regionalliga Südost, promediando 9.9 puntos en 22 partidos y en el equipo que fue campeón de la NBBL, promediando 16.9 puntos y 5.9 rebotes por partido. 
Desde 2015 a 2018, pertenecería a la plantilla del Bayern Múnich, siendo cedido la última temporada propiedad del conjunto de Múnich cedido al MHP Riesen Ludwigsburg de la BBL alemana.
Desde 2019 a 2021, jugaría en las filas del Basketball Löwen Braunschweig de la BBL alemana.
En la temporada 2021-22, firma por el Ratiopharm Ulm de la BBL alemana.